# Claudia Fischer
Claudia Fischer (* 1. Juli 1970) ist eine deutsche Juristin. Sie ist seit dem 2. November 2020 Richterin am Bundesgerichtshof.

## Leben und Wirken
Fischer trat nach dem Abschluss ihrer juristischen Ausbildung 2000 in den Justizdienst des Landes Nordrhein-Westfalen ein und war zunächst beim Landgericht Münster und dem Amtsgericht Warendorf eingesetzt. Anschließend erfolgte ihre Abordnung an das Justizministerium des Landes Nordrhein-Westfalen. Dort war sie im Landesjustizprüfungsamt tätig. 2003 kehrte sie an das Landgericht Münster zurück. 2004 wurde sie zur Richterin am Landgericht ernannt. Von 2008 bis 2011 war sie als wissenschaftliche Mitarbeiterin an den Bundesgerichtshof und im Anschluss bis 2013 als wissenschaftliche Mitarbeiterin an das Bundesverfassungsgericht abgeordnet. Während der Abordnung erfolgte 2012 ihre Ernennung zur Richterin am Oberlandesgericht Hamm. Von 2013 bis März 2020 war sie bei dem Oberlandesgericht Hamm tätig. Im April 2020 wechselte sie als Vizepräsidentin zum Landgericht Münster. Fischer ist promoviert.
Das Präsidium des Bundesgerichtshofs wies Fischer zunächst dem für das Gesellschaftsrecht zuständigen II. Zivilsenat zu.